# 1138년

## 연호
- 남송(南宋) 소흥(紹興) 8년
- 금(金) 천권(天眷) 원년
- 일본(日本) 호엔(保延) 4년
- 서하(西夏) 대덕(大德) 4년
- 리 왕조(李朝) 티엔쯔엉바오뜨(天彰寶嗣) 6년 / 티에우민(紹明) 원년

## 기년
- 남송(南宋) 고종(高宗) 12년
- 금(金) 희종(熙宗) 4년
- 고려(高麗) 인종(仁宗) 16년
- 서하(西夏) 숭종(崇宗) 53년
- 리 왕조(李朝) 신종(神宗) 11년 / 영종(英宗) 원년